# Daniel Schweizer
 (janvier 2023).
Si vous disposez d'ouvrages ou d'articles de référence ou si vous connaissez des sites web de qualité traitant du thème abordé ici, merci de compléter l'article en donnant les références utiles à sa vérifiabilité et en les liant à la section « Notes et références ».
Pour les articles homonymes, voir Schweizer.
Daniel Schweizer est un anthropologue, auteur et réalisateur suisse, né à Genève. Il a installé son atelier et sa salle de montage à Sion dans les montagnes en Suisse. Il travaille régulièrement entre Genève, Zurich et Paris.

## Biographie
Il réalise en 1993 son premier film documentaire, Vivre avec, qui sera présenté dans de nombreux festivals internationaux. Son deuxième film Sylvie  recevra une mention spéciale du jury au Prix Europa. Auteur engagé, il n'hésite pas avec White Terror à entrer dans le monde des skinheads pour réaliser une trilogie sur ce sujet délicat. Avec ces films documentaires sur l'extrême droite, les skinheads et le White Power, il a été nommé pour le Prix de la télévision allemande (de) et le Prix du cinéma suisse 2004.
Il a suivi les cours de l'École supérieure des beaux-arts de Genève, puis a étudié le cinéma à l'École supérieure d'études cinématographiques de Paris d'où il sort diplômé en 1985. Pendant plusieurs années, il sera assistant au cinéma avec des réalisateurs tels que Andrzej Żuławski, Robert Hossein et Pierre Koralnik. Il abandonne l'assistanat pour le cinéma du réel et réalise des documentaires de longs métrages pour le cinéma coproduits essentiellement entre la Suisse, la France et l'Allemagne.
Ses documentaires sont régulièrement sélectionnés dans des festivals importants tels que Locarno, Amsterdam, Londres, Vancouver, Rio de Janeiro, Montréal, Nyon... Skinhead Attitude a reçu le Prix du public au Festival de Leeds et White Terror  le Prix de la Ville de Zurich. Durant dix ans il a filmé les différentes communautés Skinheads en Europe et aux États-Unis, réalisant une trilogie cinématographique sur cette subculture radicale, diffusées à de nombreuses reprises sur les principales chaînes de télévisions en Europe.
Depuis 2005 il enseigne au département Cinéma/cinéma du réel à la Haute École d'art et de design Genève (HEAD) et continue son travail de cinéaste indépendant.
Son long métrage documentaire Dirty Paradise sur des Indiens de Guyane menacés, a reçu le Grand prix 2010 du Festival du film et forum international sur les droits humains de Genève (FIFDH) à Genève ainsi que le Prix de la meilleure image au Festival international du film interculturel (C&CIIFF) 2010. Il travaille régulièrement en Amérique du Sud et prépare la suite de sa trilogie amazonienne entre le Pérou, la Colombie et le Brésil.
En 2012, il collabore avec le cacique Kayapo Megaron et s'oppose publiquement au Barrage de Belo Monte qui va décimer un grand nombre d'Amérindiens du Brésil ainsi que la faune et la flore présente.
Depuis vingt ans il se rend régulièrement en Amazonie  pour collaborer avec des tribus autochtones préservées ou isolées tels que les indiens Wayana, Kayapo, Xikrin et Yanomami. Proche du chef Amérindien Raoni et de Davi Kopenawa, il a enregistré de longues conversations avec eux et les a accompagnés lors de certains de leurs voyages en Europe.
Il collabore avec l'ethnologue René Fuerst et le photographe Aurélien Fontanet au projet Amazonian Memory sur la mémoire de ces populations autochtones : www.amazonianmemory.org
Son long métrage documentaire Dirty Gold War coproduit par la RTS et ARTE a été  a reçu le Prix du meilleur réalisateur au 15e Festival International de Pyongyang et nommé pour le Prix du cinéma suisse 2016, il a aussi a reçu une mention spécial du jury au Festival du film Vert. Son dernier long métrage Trading Paradise primé par le Pour-cent culturel Migros-SSR a été présenté en avant première au festival documentaire Visions du réel à Nyon puis sélectionné en compétition internationale au Festival Cinema Ambiante à Turin et aux Filmtage de Hoff.
Ses documentaires sont régulièrement sélectionnés dans les grands festivals de cinéma tels que Leipzig, Locarno, Nyon, Amsterdam, Lisbonne, Montréal, Rio de Janeiro, Londres, Vancouver...
Il a travaillé avec des communautés Macuxi et Yanomami et vient de terminer un nouveau long métrage avec le cacique Davi Kopenawa pour le cinéma intitulé : Amazonian Cosmos qui propose une critique chamanique de la société de consommation. De plus il a réalisé un film en réalité virtuelle 360° avec les Indiens Xikrin: Cosmic Birds. Il a collaboré avec le Musée d'ethnographie de Genève (MEG) pour son exposition: Amazonie, le chamane et la pensée de la forêt.
En automne 2022, l'éditeur Pierre-Marcel Favre publie une autobiographie: Une odyssée amazonienne qui est un témoignage sur ses combats auprès des peuples Amérindiens mais également sur la relation de l'auteur avec des univers où se confondent le réel et l'invisible. Un livre sur des voyages initiatiques et chamaniques à la quête de soi. En parallèle la Fondation Fellini pour le cinéma organise une exposition sur ses vingt années de tournages en Amazonie.
Après avoir fait des repérages en Indonésie, il travaille depuis 2018 entre Sumatra et Genève sur un documentaire produit par Hugo Films : Orangutan Odyssee soutenu au développement par l’Office Fédéral de la Culture et la Fondation Zurichoise pour le cinéma. 
Vingt ans après son long métrage White Terror, il développe un nouveau projet de documentaire cinéma sur l'extrême droite radicale néonazie en Finlande, Etats-Unis, Suisse, France et Bulgarie dont le titre de travail est White Fury.

## Filmographie
- 1988 : Dernier Amour, court métrage de fiction, Festival des Films du Monde
- 1993 : Vivre avec, documentaire, Grand Prix Arc-en-ciel, Festival de Leipzig
- 1995 : Sylvie, documentaire, mention du jury Prix Europa
- 1998 : Skin or Die, documentaire
- 2000 : Helldorado, documentaire
- 2003 : Skinhead Attitude, documentaire, Public Prize Leeds Film Festival 2004, Nomination Prix Suisse du cinéma 2004, Nomination Deutscher Fernsehpreis 2005
- 2005 : White Terror, documentaire de long métrage, Zürcher Filmpreis 2005
- 2007 : The Collector, documentaire TV
- 2009 : Dirty Paradise, documentaire, Grand Prix FIFDH 2010, Prix pour l'image C&Ciic, Prix "Film für eine Welt" Nordrhein Westphalen
- 2010 : Indifférence et impunité, court métrage pour l'OMCT, organisation mondiale contre la torture
- 2012 : Indiens en sursis, court métrage documentaire
- 2012 : Barbares et sauvages, court métrage cinéma
- 2014 : Amazonian Memory, court métrage expérimental
- 2015 : Dirty Gold War, long métrage documentaire cinéma, nomination Prix du Cinéma suisse 2016, Mention du Jury Festival du Film Vert
- 2016 : Trading Paradise, long métrage documentaire cinéma, sélectionné au Festival Visions du Réel.
- 2020 : Amazonian Cosmos, long métrage documentaire cinéma, Bangkok International Film Festival Signs of the Night, Prix Edward Snowden Award   Mention spéciale au Festival Signes de Nuit, Lisboa
- 2022 : Last Rite, expérience en réalité virtuelle 360° chez les Indiens Xikrin, en postproduction

## Livre
2022 : Une odyssée amazonienne, Edition Pierre-Marcel Favre    (ISBN 978-2-8289-1943-6)